# Guomao Building
Il Guomao Building (noto anche come International Foreign Trade Center ) è un grattacielo a Shenzhen, in Cina.

## Caratteristiche
Situato all'incrocio tra Jiabin Road e Renmin South Road, nel distretto di Luohu, l'edificio è alto 160 metri e si sviluppa su 50 piani. La costruzione iniziò il 1 ° novembre 1982 e fu completata 37 mesi dopo, il 29 dicembre 1985. Ciò ha fatto guadagnare alla città il soprannome di "Shenzhen Speed", data la grande velocità con cui erano costruiti edifici del genere. Il grattacielo è stato l' edificio più alto in Cina dal suo completamento fino al 1989, quando è stato superato dal Jing Guang Centre.
L'edificio sorge su una porzione di 20.000 metri quadrati e su una superficie edificata di 100.000 metri quadrati. Si compone principalmente di spazi per uffici (piani 5-43) ma presenta un ristorante girevole al 48 ° e 49 ° piano e un eliporto sulla sommità. I primi cinque piani sono adibiti a spazi commerciali.